# Леванидов, Владислав Александрович
Владисла́в Алекса́ндрович Левани́дов (укр. Владислав Олександрович Леванідов; род. 23 февраля 1993, Кривой Рог, Днепропетровская область) — украинский футболист, вратарь.

## Биография

### Ранние годы
Воспитанник киевских РВУФК и «Динамо». С 2006 по 2009 год провёл 57 игр в чемпионате ДЮФЛ. В сезоне 2008/09 был признан лучшим вратарём чемпионата (U-16).

### Клубная карьера
В 2009 году, перед переходом в академию киевского «Динамо», успел дебютировать на профессиональном уровне в составе киевского ЦСКА, сыграв 4 апреля 2009 года в матче Второй лиги против хмельницкого «Динамо». Всего за «армейцев» провёл 3 встречи.
Летом 2011 года подписал контракт с «Александрией», за основной состав которой дебютировал 22 августа 2012 года в кубковом поединке против свердловского «Шахтёра». 20 сентября 2015 года дебютировал в Премьер-лиге, выйдя в стартовом составе «Александрии» в домашнем матче против львовских «Карпат», чему поспособствовала травма основного вратаря команды Андрея Новака. В конце декабря того же года подписал с «Александрией» новый полуторагодичный контракт. 31 октября 2016 года впервые был включён в символическую сборную тура УПЛ по версии портала «UA-Футбол». По окончании сезона 2018/19 покинул команду в статусе свободного агента.
В июле 2019 года заключил контракт с луцкой «Волынью», которая выступает в Первой лиге Украины.

### Карьера в сборной
В 2009 году был в составе юношеской сборной Украины (до 17 лет), однако на поле ни разу не вышел.

## Достижения
- Победитель Первой лиги Украины: 2014/15
- Серебряный призёр Первой лиги Украины: 2013/14
- Бронзовый призёр Первой лиги Украины: 2012/13

## Статистика
| Клуб          | Лига         | Сезон   | Чемпионат | Чемпионат | Кубок | Кубок | ЛЕ   | ЛЕ   | Дубль | Дубль |
| Клуб          | Лига         | Сезон   | Игры      | Голы      | Игры  | Голы  | Игры | Голы | Игры  | Голы  |
| ------------- | ------------ | ------- | --------- | --------- | ----- | ----- | ---- | ---- | ----- | ----- |
| ЦСКА          | Вторая лига  | 2008/09 | 3         | −?        |       |       |      |      |       |       |
| Динамо (Киев) | Премьер-лига | 2010/11 |           |           |       |       |      |      |       |       |
| Александрия   | Премьер-лига | 2011/12 |           |           |       |       |      |      | 17    | −22   |
| Александрия   | Первая лига  | 2012/13 | 9         | −13       | 1     | −2    |      |      |       |       |
| Александрия   | Первая лига  | 2013/14 | 15        | −12       | 1     | −4    |      |      |       |       |
| Александрия   | Первая лига  | 2014/15 | 3         | −1        | 2     | −2    |      |      |       |       |
| Александрия   | Премьер-лига | 2015/16 | 13        | −12       | 5     | −5    |      |      | 3     | −3    |
| Александрия   | Премьер-лига | 2016/17 | 16        | −22       |       |       | 1    | −3   | 1     | −1    |
| Александрия   | Премьер-лига | 2017/18 | 6         | −5        |       |       |      |      | 6     | −2    |
| Александрия   | Премьер-лига | 2018/19 | 0         | 0         | 1     | −3    |      |      | 6     | −7    |
| Волынь        | Первая лига  | 2019/20 | 0         | 0         | 2     | −2    |      |      |       |       |